# 人面犬
人面犬（日语：／ Jinmenken）是擁有人面，會說人語的犬。在日本是僅次於裂口女，人氣不小的日本現代都市妖怪傳說。

## 概說
傳說在下著大雨或昏暗沒有燈光的街上，當時有不少人流傳著在街上看到「狗身人面」動物的傳聞，並在日本各學校之間流傳很廣，而在學校怪談動畫中，是出現在主角學校的舊宿舍中。

## 關連項目
- 人面鱼
- 妖怪手錶
- 靈異教師神眉
- 鬼燈的冷徹